# Santa Inés Extramuros (título cardenalicio)
Santa Inés Extramuros es un título cardenalicio creado por el Papa Inocencio X el 5 de octubre de 1654, a través del breve Hodie in consistorio, en sustitución del título de Santa Inés en Agonía, debido a problemas familiares.
La basílica, registrada en el Liber Pontificalis en la época del emperador romano Constantino I y es nombrada en las biografías de los Papas Liberio, Inocencio I, Bonifacio I y León III, dependía de un titilus Vestinae, y estaba liderada por un monasterio femenino. En 1480, el Papa Sixto IV reemplazó a las monjas con los frailes de San Ambrosio de Milán, que, a su vez, en 1489, fueron reemplazados por el Papa Inocencio VIII con los Canónigos Regulares de Letrán, que todavía ofician a la fecha: Santa Inés depende de la Archibasílica de San Juan de Letrán. Desde el Renacimiento, el 21 de enero de cada año, la Basílica de Santa Inés Extramuros ofrece dos corderos blancos, criados por los padres trapenses de la Abadía delle Tre Fontane, y bendecido por el Abad General de los Canónigos Regulares de Letrán en el altar de la Basílica. El mismo día los corderos blancos se ofrecen al sumo pontífice. Con su lana se realizan los palios.

## Titulares
- Baccio Aldobrandini (1654 - 1658
- Girolamo Farnese (1658 - 1668)
- Vitaliano Visconti (1669 - 1671)
- Vacante (1671 - 1672)
- Federico IV Borromeo (1672 - 1673)
- Vacante (1673 - 1690)
- Toussaint de Forbin-Janson (1690 - 1693)
- Giambattista Spinola (1696 - 1698)
- Vacante (1698 - 1706)
- Rannuzio Pallavicino (1706 - 1712)
- Vacante (1712 - 1721)
- Giorgio Spinola (1721 - 1734)
- Serafino Cenci (1735 - 1740)
- Filippo Maria de Monti (1743 - 1747)
- Frédéric-Jérôme de La Rochefoucauld (1747 - 1757)
- Etienne-René Potier de Gesvres (1758 - 1774)
- Vacante (1774 - 1778)
- Luigi Valenti Gonzaga (1778 - 1790)
- Vacante (1790 - 1802)
- Giuseppe Maria Spina (1802 - 1820)
- Dionisio Bardají y Azara (1822 - 1826)
- Ignazio Nasalli-Ratti (1827 - 1831)
- Vacante (1831 - 1833)
- Filippo Giudice Caracciolo, (1833 - 1844)
- Hugues-Robert-Jean-Charles de La Tour d'Auvergne-Lauraquais (1846 - 1851)
- Girolamo d'Andrea (1852 - 1860, in commendam (1860 - 1868)
- Lorenzo Barili (1868 - 1875)
- Pietro Gianelli (1875 - 1881)
- Charles-Martial-Allemand Lavigerie (1882 - 1892)
- Georg von Kopp (1893 - 1914)
- Károly Hornig (1914 - 1917)
- Adolf Bertram (1919 - 1945)
- Samuel Alphonsius Stritch (1946 - 1958)
- Carlo Confalonieri (1958 - 1972)
- Louis-Jean-Frédéric Guyot (1973 - 1988)
- Camillo Ruini, dal 28 giugno 1991 - en el cargo)